# Landtagswahl in Kärnten 2013
- SPÖ: 14
- GRÜNE: 5
- ÖVP: 5
- STRONACH: 4
- BZÖ: 2
- FPK: 6

- SPÖ: 3
- GRÜNE: 1
- ÖVP: 1
- STRONACH: 1
- FPK: 1

- Regierung: 24
- Opposition: 12

Die Landtagswahl in Kärnten 2013 fand als vorgezogene Wahl am 3. März 2013 statt. Am selben Tag fand die Landtagswahl in Niederösterreich 2013 statt. Die vorgezogene Wahl wurde nötig, nachdem sich der Kärntner Landtag nach zahlreichen Korruptionsskandalen einstimmig aufgelöst hatte. Die Wahlbeteiligung war mit 75,15 % um 6,63 Prozentpunkte niedriger als 2009.
Die SPÖ wurde mit 37,81 % deutlich stärkste Partei. Ebenso in den Landtag zog die FPÖ mit 16,85 % ein, wobei sie fast zwei Drittel ihres Simmenateils verlor und erstmals seit 1994 nur auf Platz zwei landete. Die ÖVP erzielte mit 14,4 % ihr zweitschlechtestes Ergebnis bei einer Kärntner Landtagswahl. Erstmals den Einzug in den Landtag schafften es das Team Stronach sowie das BZÖ. Die Grünen konnten ihren Stimmenanteil mehr als verdoppeln. Andere Parteien schafften den Einzug nicht.
Nach Auszählung der letzten Wahlkarten am folgenden Montag gab eine einzige Stimme den Ausschlag dafür, dass ein Mandat mehr als zuvor ermittelt vom BZÖ zu den Grünen gewandert ist, womit eine gemeinsame Zweidrittelmehrheit für die Parteien SPÖ, ÖVP und Grüne entstanden ist. Diesem Umstand wurde hohe Symbolkraft beigemessen, weil „damit der weit verbreiteten Meinung widersprochen wird, ‚eine einzelne Stimme könne ohnehin nichts bewirken‘.“ Die verfassungsändernde Zweidrittelmehrheit wurde in der Folge dazu genutzt, im Jahr 2017 den Parteienproporz in der Landesregierung abzuschaffen.

## Ausgangslage
Bei der Landtagswahl in Kärnten 2009 wurde das Bündnis Zukunft Österreich (BZÖ) stimmenstärkste Partei, wobei die Partei erstmals nach der Abspaltung von der Freiheitlichen Partei Österreichs (FPÖ) antrat. Landeshauptmann wurde Gerhard Dörfler. Die 2004 stärkste Partei FPÖ konnte nicht mehr in den Landtag einziehen.
Ab Dezember 2009 stiegen alle Landtagsabgeordnete des BZÖ-Kärnten aus dem BZÖ-Klub aus und stiegen in den FPÖ-Verband ein, so wurde die Freiheitliche Landesgruppe wieder selbstständig. Sie benannten die Partei in „Die Freiheitlichen in Kärnten - FPK (FPÖ)“ um. Grund für den Ausstieg waren innerparteiliche Streitigkeiten zwischen dem Bundes-BZÖ und dem Kärntner BZÖ.
Im Jänner 2010 wurde erstmals über die später sogenannte Part-of-the-Game-Affäre berichtet. Dabei stellte der damalige stellvertretende Kärntner Landeshauptmann Uwe Scheuch einem russischen Investor die österreichische Staatsbürgerschaft in Aussicht, im Austausch gegen Investitionen in Kärnten und Parteispenden an das damalige BZÖ. Scheuch wurde im Sommer 2011 erstinstanzlich zu sechs Monaten unbedingter Haft verurteilt, was allerdings in der zweiten Instanz aufgehoben wurde. Im Jahr darauf wurde Scheuch wieder in erster Instanz schuldig gesprochen, das Urteil fiel mit einer Geldstrafe und einer bedingten Haftstrafe deutlich milder aus. Am 19. Dezember 2012 wurde der Schuldspruch bestätigt. Scheuch erhielt eine Geldstrafe von 67.500 Euro und wurde zu sieben Monaten bedingter Haft verurteilt. Bereits im Sommer 2012 war Scheuch von allen politischen Funktionen zurückgetreten. Als stellvertretender Landeshauptmann und Landesrat folgte ihm sein Bruder Kurt Scheuch nach.
Im Juli 2012 wurde ein weiterer Fall von Korruption in Kärnten durch das Geständnis des Steuerberaters Dietrich Birnbacher und des damaligen Kärntner ÖVP-Chefs Josef Martinz öffentlich. Sie sagten aus, dass über Birnbachers Honorar, das über die Hypo Alpe Adria bezogen wurde, Parteienfinanzierung der ÖVP und der FPK (damals BZÖ) betrieben wurde. Aufgrund dieser Nachricht trat Martinz zurück und SPÖ, ÖVP und Die Grünen einigten sich auf einen Neuwahlantrag im Kärntner Landtag. Dieser konnte in zwölf Sondersitzungen des Landtages von der FPK blockiert werden, da diese Partei das Gremium aufgrund ihrer Mandatszahl beschlussunfähig machen konnte. Erst Mitte Dezember 2012 wurde man sich über Landtagswahlen am 3. März 2013 einig. In Folge des Urteils leitete die Korruptionsstaatsanwaltschaft Ermittlungen gegen Uwe Scheuch und Harald Dobernig (beide FPK) ein.
Parallel dazu setzte eine Reihe weiterer Skandale die FPK unter Druck. Gegen mehrere Personen aus dem Umfeld von FPK und BZÖ laufen Ermittlungen, da Wahlwerbeschriften mutmaßlich aus Landesmitteln finanziert wurden. Eine Werbeagentur im Eigentum der FPK steht im Verdacht, Rechnungen für Scheinaufträge an Unternehmen gestellt zu haben, die Aufträge des Landes erhielten. Die Landesregierung wurde für gescheiterte Prestigeprojekte wie das Klagenfurter Stadion oder die Wörtherseebühne kritisiert, deren Betrieb hohe Kosten verursachte. Die ehemaligen Hypo-Alpe-Adria-Manager Wolfgang Kulterer und Gerhard Xander wurden zu Haftstrafen verurteilt, weil sie auf Anweisung von Jörg Haider der zum damaligen Zeitpunkt bereits problembehafteten Fluglinie Styrian Spirit einen unbesicherten Kredit ausgestellt hatten.
Die wirtschaftliche Situation des Bundeslandes hatte sich seit der Regierungsbeteiligung der FPÖ ungünstig entwickelt, die Arbeitslosenquote lag im Jänner 2013 bei 12,7 %, Kärnten hat zudem die höchste Pro-Kopf-Verschuldung aller Bundesländer. Die Wohnbevölkerung des Bundeslandes nimmt seit mehreren Jahren ab, was auf die Abwanderung qualifizierter Arbeitskräfte zurückgeführt wird.

## Listen
Folgende zehn Listen standen zur Wahl:
- FPK: Die Freiheitlichen in Kärnten – FPK Liste Gerhard Dörfler
- SPÖ: Sozialdemokratische Partei Österreichs – Peter Kaiser
- ÖVP: Gabriel Obernosterer Wolfgang Waldner ÖVP Kärnten
- GRÜNE: Die Grünen – Die Grüne Alternative Kärnten – Rolf Holub
- TS: Team Stronach für Kärnten
- BZÖ: BZÖ – Liste Josef Bucher
- PIRAT: Piratenpartei Österreichs
- ASOK: Allianz Soziales Kärnten/Aliansa Socialna Koroška
- STARK: Liste Stark (nicht im Wahlkreis 4)
- LPÖ: Lebenswerte Partei Österreichs

Die ursprünglich geplante Kandidatur der Partei Liberales Forum kam nicht zustande.

## Umfragen
Seit dem Bekanntwerden der Parteienfinanzierungsaffäre um Dietrich Birnbacher wurden vermehrt Umfragen durchgeführt. Diese ergaben teilweise stark unterschiedliche Resultate. Im Vergleich zu den Umfragen lagen die vorläufigen Endergebnisse für die ÖVP im unteren Bereich, die Grünen und das Team Stronach leicht im oberen Bereich des prognostizierten Rahmens. Das BZÖ überschritt wie erwartet die Schwelle für den Einzug in den Landtag mit einem Prozentpunkt. Mit deutlichen Abweichungen lag die SPÖ etwa 5–6 Prozentpunkten über den Prognosen der meisten Institute, die FPK mit 6–10 Prozentpunkte unter den Prognosen.

## Amtliches Endergebnis

Stimmenstärkste Parteien nach Gemeinden

|                                        | Ergebnisse 2013 | Ergebnisse 2013 | Ergebnisse 2013 | Ergebnisse 2009 | Ergebnisse 2009 | Ergebnisse 2009 | Differenzen | Differenzen | Differenzen |
| -------------------------------------- | --------------- | --------------- | --------------- | --------------- | --------------- | --------------- | ----------- | ----------- | ----------- |
|                                        | Stimmen         | %               | Mand.           | Stimmen         | %               | Mand.           | Stimmen     | %           | Mand.       |
| Gesamt                                 | 331.207         | 75,15 %         | 36              | 362.680         | 81,78 %         | 36              | - 31.473    | - 6,63 %    |             |
| Ungültig                               | 6.924           |                 |                 | 6.406           |                 |                 | + 518       |             |             |
| Gültig                                 | 324.283         | 97,91 %         |                 | 356.274         | 98,23 %         |                 | - 31.991    | - 0,32 %    |             |
| Partei                                 |                 |                 |                 |                 |                 |                 |             |             |             |
| Die Freiheitlichen in Kärnten          | 54.634          | 16,85 %         | 6               | 159.926         | 44,89 %         | 17              | - 105.292   | - 28,04 %   | - 11        |
| Sozialdemokratische Partei Österreichs | 120.396         | 37,13 %         | 14              | 102.385         | 28,74 %         | 11              | + 18.011    | + 8,39 %    | + 3         |
| Österreichische Volkspartei            | 46.696          | 14,40 %         | 5               | 59.955          | 16,83 %         | 6               | - 13.259    | - 2,43 %    | - 1         |
| Die Grünen – Die Grüne Alternative     | 39.241          | 12,10 %         | 5               | 18.336          | 5,15 %          | 2               | + 20.905    | + 6,95 %    | + 3         |
| Team Stronach                          | 36.256          | 11,18 %         | 4               | n.k.            |                 |                 |             |             |             |
| Bündnis Zukunft Österreich             | 20.745          | 6,40 %          | 2               | n.k.            |                 |                 |             |             |             |
| Piratenpartei Österreichs              | 3.199           | 0,99 %          | 0               | n.k.            |                 |                 |             |             |             |
| Allianz Soziales Kärnten               | 747             | 0,23 %          | 0               | n.k.            |                 |                 |             |             |             |
| Liste Stark                            | 488             | 0,15 %          | 0               | 208             | 0,06 %          | 0               | + 280       | + 0,09 %    | ± 0         |
| Lebenswerte Partei Österreichs         | 1.881           | 0,58 %          | 0               | n.k.            |                 |                 |             |             |             |
| Kommunistische Partei Österreichs      | n.k.            |                 |                 | 1.893           | 0,53 %          | 0               |             |             |             |
| Freiheitliche Partei Österreichs       | n.k.            |                 |                 | 13.383          | 3,76 %          | 0               |             |             |             |
| Gaddafi Partei Österreich              | n.k.            |                 |                 | 188             | 0,05 %          | 0               |             |             |             |

Siehe auchListe der Abgeordneten zum Kärntner Landtag (31. Gesetzgebungsperiode)

## Folgen
Aufgrund der massiven Verluste der FPK trat deren geschäftsführender Parteivorsitzende Kurt Scheuch am 4. März 2013 zurück. Nach der Wahl einigten sich SPÖ und Grüne, die im Landtag und der Landesregierung erstmals in der Geschichte Kärntens eine Mehrheit stellen, auf eine Zusammenarbeit. Es folgten Gespräche mit der ÖVP über eine Dreierkoalition, die eine Zweidrittelmehrheit hätte, um die Landesverfassung ändern zu können. Diese kam schließlich auch zustande.
Das BZÖ verlor durch Auszählung der Briefwahlstimmen aufgrund einer einzigen Stimme ein Mandat an die Grünen, weswegen sie bei der Landeswahlbehörde eine Neuauszählung beantragte, was jedoch abgelehnt wurde. Eine Wahlanfechtung beim Verfassungsgerichtshof wurde angekündigt.
Das Wahlergebnis führte zu einem Machtkampf in der FPÖ. Die Bundes-FPÖ forderte von den FPK-Abgeordneten Dörfler, Dobernig und Anton den Verzicht auf ihre Landtagsmandate, was die drei Abgeordneten zuerst ablehnten. Nach einigen Tagen interner Verhandlungen wurde Dörfler mit dem Bundesratsmandat der FPK zur Aufgabe seines Landtagsmandats bewogen. Dobernig verzichtete auf sein Mandat und bekam von der FPÖ einen „Beratervertrag“, Anton verblieb im Landtag und wurde in den FPK-Klub aufgenommen. Damit musste die FPK nicht auf die staatliche Klubförderung verzichten, auch die zuvor öffentlich debattierte Parteispaltung fand nicht statt.
Aufgrund des weiterhin gültigen Proporzsystems entstand die Kärntner Landesregierung unter Peter Kaiser unter Beteiligung von SPÖ, ÖVP, Grünen, FPK und Team Stronach.
Anfang August 2019 berichtete die Kronen Zeitung im Zuge der Schredder-Affäre, dass nach der Landtagswahl und der Wahlniederlage der Kärntner Freiheitlichen rund 36,5 Tonnen Unterlagen sowie 18 Datenträger geschreddert worden sein sollen.